# 宝塚カフェブレイク
『宝塚カフェブレイク』（TAKARAZUKA CAFE BREAK）は、東京メトロポリタンテレビジョン（TOKYO MX）で放送されている30分のトーク番組である。開始当初のタイトルは『タカラヅカ・カフェブレーク』。

## 概要
ニュース番組『東京NEWS』枠内の月曜～金曜23時からの30分帯枠で、トークコーナー「レインボーカフェ」が開始されたのちに、『レインボーカフェ』として独立した番組となった。そのうち週1回（木曜）を｢宝塚特集｣としたものが本番組の前身である。この「宝塚特集」は、のちに群馬テレビにネットされるようになった。TOKYO MX制作のレギュラー番組が他のテレビ局にネットされたのは、同社からのネットという形をとらなかったアニメ『わんころべえ』を除けば、これが初めてである。その後独立UHF局のほとんどの局がネットを開始し、2000年11月には、『タカラヅカ・スターライトパッセンジャー・カフェブレーク』に番組名が変更され、独立UHF局以外の数局にもネットされた。2002年4月に『タカラヅカ・カフェブレーク』となる。
開始当時の司会者は、元星組トップ娘役の白城あやかと東京MXテレビアナウンサーの古賀久美子であったが、2002年12月に降板。2003年1月から3月は元花組の美月ノアが、そして同年4月からは元フジテレビアナウンサーの中井美穂が司会を務めている。
番組は、東京宝塚劇場の公演に合わせて、同公演出演中のタカラジェンヌ1名が週替わりでゲスト出演し、公演についてのエピソードなどを語るのトーク部分と公演映像で主に構成されている。植田景子や藤井大介などの演出家が出演したこともある。不定期で総集編として、トップスターの退団公演千秋楽ダイジェスト映像なども放送されることもある。
2011年には、『ロミオとジュリエット』の公演中に東北地方太平洋沖地震（東日本大震災）の影響で、後半に出演が予定されていた早霧せいな、大湖せしる、彩風咲奈が出演できなくなったため、司会者の中井のみが舞台映像を交えて、公演を振りかえる構成に変更されて放送された。
この間、タイトルロゴは英語表記の「TAKARAZUKA CAFE BREAK」になっていたが、2018年10月からは現在の「宝塚カフェブレイク」となっている。

## 各地の放送時間
2022年4月現在
| 放送対象地域 | 放送局                               | 系列                          | 放送曜日・時間                                           | 放送日の遅れ | 備考 |
| ------------ | ------------------------------------ | ----------------------------- | -------------------------------------------------------- | ------------ | --- |
| 東京都       | TOKYO MX（MX） （番組制作局）        | 独立局                        | 日曜 7:00 - 7:30                                         | -            | リピート放送あり、放送時間は何度か変更されている。 |
| 群馬県       | 群馬テレビ（GTV）                    | 独立局                        | 日曜 13:30 - 14:00                                       | 14日遅れ     | |
| 栃木県       | とちぎテレビ（GYT）                  | 独立局                        | 日曜 10:00 - 10:30                                       | 14日遅れ     | 放送時間は何度か変更されている。 |
| 埼玉県       | テレビ埼玉（TVS）                    | 独立局                        | 木曜 20:00 - 20:30                                       | 12日遅れ     | 2011年3月までは土曜 11:00 - 11:30。2019年3月までは水曜 8:00 - 8:30。埼玉県議会中継放送時等、休止の場合あり。                                                            |
| 千葉県       | 千葉テレビ放送（CTC）                | 独立局                        | 土曜 9:30 - 10:00                                        | 48日遅れ     | 放送時間は何度か変更されている。 |
| 岐阜県       | 岐阜放送（GBS）                      | 独立局                        | 土曜 14:30 - 15:00                                       | 48日遅れ     | |
| 三重県       | 三重テレビ（MTV）                    | 独立局                        | 水曜 15:00 - 15:30                                       | 24日遅れ     | |
| 京都府       | KBS京都（KBS）                       | 独立局                        | 金曜 8:00 - 8:30                                         | 12日遅れ     | |
| 兵庫県       | サンテレビ（SUN）                    | 独立局                        | 日曜 7:30 - 8:00                                         | 14日遅れ     | |
| 愛知県       | スターキャット・ケーブルネットワーク | ケーブルテレビ                | 月曜 12:00 - 12:30 火曜 20:30 - 21:00 木曜 19:00 - 19:30 |              | 名古屋市（一部の区を除く）と名古屋市以北の愛知県内の各市町がサービスエリア。 独立局の番組は、以前、5いっしょ3ちゃんねる加盟局共同制作番組などをネット放送した実績あり。 |
| 東京都       | としまテレビ                         | ケーブルテレビ                | 金曜 16:30 - 17:00 土曜 12:30 - 13:00                    |              | 豊島区がサービスエリア。 MXが映るため実質再放送。 |
| 日本全国     | TAKARAZUKA SKY STAGE                 | スカパー! （旧：スカパー!e2） | 不定期放送                                               |              | 過去の再放送が中心 |

### かつて放送された局
- 秋田放送 (ABS)（日本テレビ系）2001年7月 - 2013年3月
- 山形放送 (YBC)（日本テレビ系）2000年4月 - 2003年1月
- テレビ信州 (TSB)（日本テレビ系）2001年4月 - 2002年3月
- テレビ愛知 (TVA)（テレビ東京系）2005年4月 - 2005年8月
- 広島ホームテレビ (HOME)（テレビ朝日系）2001年10月 - 2003年3月
- びわ湖放送 (BBC)（JAITS） - 2007年3月
- TVQ九州放送（TVQ）（テレビ東京系） - 2016年9月
- 中部ケーブルネットワーク
- 日本BS放送（BS11）（BSデジタル放送）2019年10月 - 2020年12月、2022年4月 - 2023年4月1日